# Henk Lubberding
Henk Lubberding (Voorst, Gueldres, 4 de agosto de 1953) é um ex-ciclista neerlandês. Foi um dos poucos ciclistas em levar o cabelo longo.
Ganhou em 1979 o título de campeão da Holanda em contrarrelógio por equipas.
Profissional de 1977 a 1992, ganhou em duas ocasiões, em 1978 e em 1979 o Campeonato da Holanda em Estrada. Também ganhou três etapas do Tour de France inclusive acabou como melhor jovem (camisola branco) em 1978.
Na 16.ª etapa do Tour de France de 1983, entre Issoire e Saint-Étienne, Lubberding e Michel Laurent lutaram lado a lado pela vitória de etapa. A uns metros da linha de meta Lubberding empurra o seu oponente que terminou contra as barreiras que lhe causaram uma fractura na mão. Cruzou a meta sendo assobiado pelo público e imediatamente foi desclassificado da vitória em benefício de Laurent.

## Palmarés
| - 1978 - Campeonato dos Países Baixos em Estrada - 1 etapa da Volta à Suíça - 1 etapa do Tour de France, mais classificação dos jovens - 1979 - Campeonato dos Países Baixos em Estrada - 1 etapa da Volta à Suíça - 1 etapa do Volta à Romandia - 1 etapa do Tour d'Indre-et-Loire - 1980 - Gante-Wevelgem - 1 etapa do Tour de France - 1 etapa da Volta à Catalunha - 1 etapa do Tour do Mediterrâneo - 1 etapa da Étoile de Bessèges | - 1982 - Delta Profronde - 1983 - Grande Prêmio de Antibes - 1 etapa do Volta à Romandia - 1 etapa do Tour de France - 2.º no Campeonato dos Países Baixos em Estrada - Acht van Chaam - 1984 - 2.º no Campeonato dos Países Baixos em Estrada - 1985 - 1 etapa do Tour do Mediterrâneo |

## Resultados nas grandes voltas
| Corrida            | 1977 | 1978 | 1979 | 1980 | 1981 | 1982 | 1983 | 1984 | 1985 | 1986 | 1987 | 1988 | 1989  | 1990 | 1991 | 1992 |
| ------------------ | ---- | ---- | ---- | ---- | ---- | ---- | ---- | ---- | ---- | ---- | ---- | ---- | ----- | ---- | ---- | ---- |
| Giro d'Italia      | -    | -    | -    | -    | -    | -    | -    | -    | -    | 96.º | 69.º | 69.º | 69.º  | -    | -    | -    |
| Tour de France     | 26.º | 8.º  | 18.º | 10.º | 54.º | 46.º | 10.º | 40.º | 82.º | Ab.  | 95.º | Ab.  | 119.º | -    | -    | -    |
| Volta a Espanha    | -    | -    | -    | -    | -    | -    | -    | -    | -    | -    | -    | -    | -     | -    | 97.º | -    |
| Mundial em Estrada | -    | -    | 5.º  | -    | -    | -    | -    | -    | 56.º | -    | -    | -    | -     | -    | -    | -    |